# Bürgermeisterhaus (Velbert)

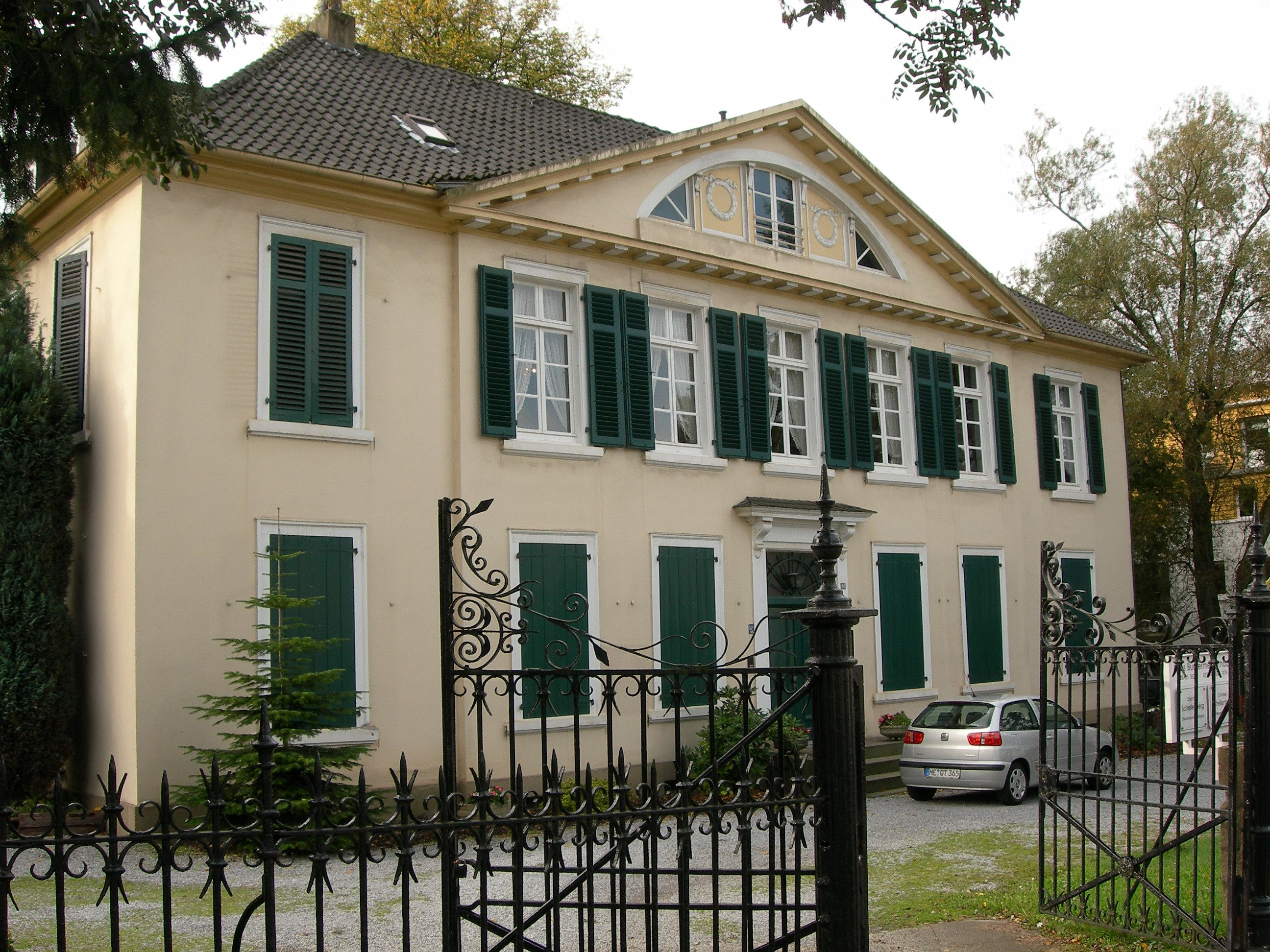
Bürgermeisterhaus

Das Bürgermeisterhaus in Velbert-Mitte ist eine um etwa 1810 erbaute Villa im nördlichen Teil von Velbert. Ihren Namen erhielt sie durch den Umstand, dass sie von 1926 bis 1945 dem Velberter Bürgermeister Leopold Tweer als Dienstwohnung diente.
Das heute unter dem Namen Bürgermeisterhaus bekannte Gebäude wurde etwa ab 1810 erbaut, das genaue Jahr ist allerdings unbekannt. In den ersten Jahren wurde das Bürgermeisterhaus noch Haus unter den Linden genannt. Diesen Namen erhielt das Gebäude aufgrund der zahlreichen Linden, die das Haus umgaben und von denen eine sich noch bis heute erhalten hat. Der Handelskaufmann Kölver, zu der Zeit einer der reichsten Kaufleute der Stadt, ließ sich das Gebäude als repräsentativen Wohnsitz errichten. Schon nach kurzer Zeit wurde es im Volksmund Kölversches Haus genannt. Das in Fachwerkbauweise errichtete Gebäude erhielt erst um 1825 seine klassizistische Fassade.
Doch schon ab etwa 1830 war das Gebäude im Besitz der französisch-belgischen Bergwerksgesellschaft „La Marge“, die später in der Phoenix Rheinrohr AG aufging. Um 1850 erwarb der Remscheider Gießerei-Unternehmer Binsfeld das Haus, bevor in den 1860er Jahren die aus Velbert stammende Familie vom Bruck das Gebäude kaufte. In den Folgejahren erhielt das Haus den Namen vom Brucksches Haus. Nach dem Ersten Weltkrieg gelangte das Haus in den Besitz der Stadt Velbert. Von 1926 bis 1945 wohnte in der ersten Etage des Hauses der damalige Bürgermeister Leopold Tweer, während im Erdgeschoss ab 1929 ein Heimatmuseum untergebracht war. Der heute immer noch geläufige Name Bürgermeisterhaus leitet sich von dem Umstand ab, dass Tweer dort gewohnt hatte. Nach Ende des Zweiten Weltkrieges wurde das Haus als Wohnhaus genutzt. Im Jahr 1978 wurde es umfassend renoviert.
Das Heimatmuseum im Erdgeschoss des Bürgermeisterhauses wurde innerhalb weniger Jahre zu einem Industriemuseum, das sich um die Wönnemannsche Schmiede herum entwickelte. Da es sich später auf die in Velbert hergestellten Schlösser und Beschläge konzentrierte, wurde es, nachdem das Museum aus Platzmangel 1936 in den Keller des Rathauses umziehen musste, in „Deutsches Schloss- und Beschlägemuseum“ umbenannt. Heute befindet sich das Museum im Forum Niederberg.